# 約克敦 (堪薩斯州)
約克敦（英語：Yorktown）是位於美國堪薩斯州林肯縣的一個鬼鎮。

## 歷史
約克敦的郵政局於1880年設立，直到1906年結束營運。該郵政局原名為「阿拉馬德」（Allamaed），於1894年更名為約克敦。

## 地理
約克敦所處的海拔為高於海平面483米（即1585英呎），而該地所採用的時區為UTC-6，即北美中部時區（CST）。同時該地設有夏令時間，為UTC-6調快一小時，即UTC-5（CDT）。